# Kadam
Kadam (tyb. བཀའ་གདམས་པ་, Wylie: bka’ gdams pa; bka znaczy „Nauki (Buddy)”, gdams znaczy instrukcje (bycia wyzwolonym)) – nieistniejąca już odrębnie szkoła buddyzmu tybetańskiego założona w XI wieku przez indyjskiego uczonego i świętego Dżoło Dzie Atiszię (982 – 1054 n.e.), oraz jego uczniów – następców Lamę Dromtonpę, Khutona Yundrung i Ngok Legpe Sherapa. Szkoła związana była z tzw. nowożytnym przekazem sarma buddyzmu do Tybetu.

## Historia szkoły kadam

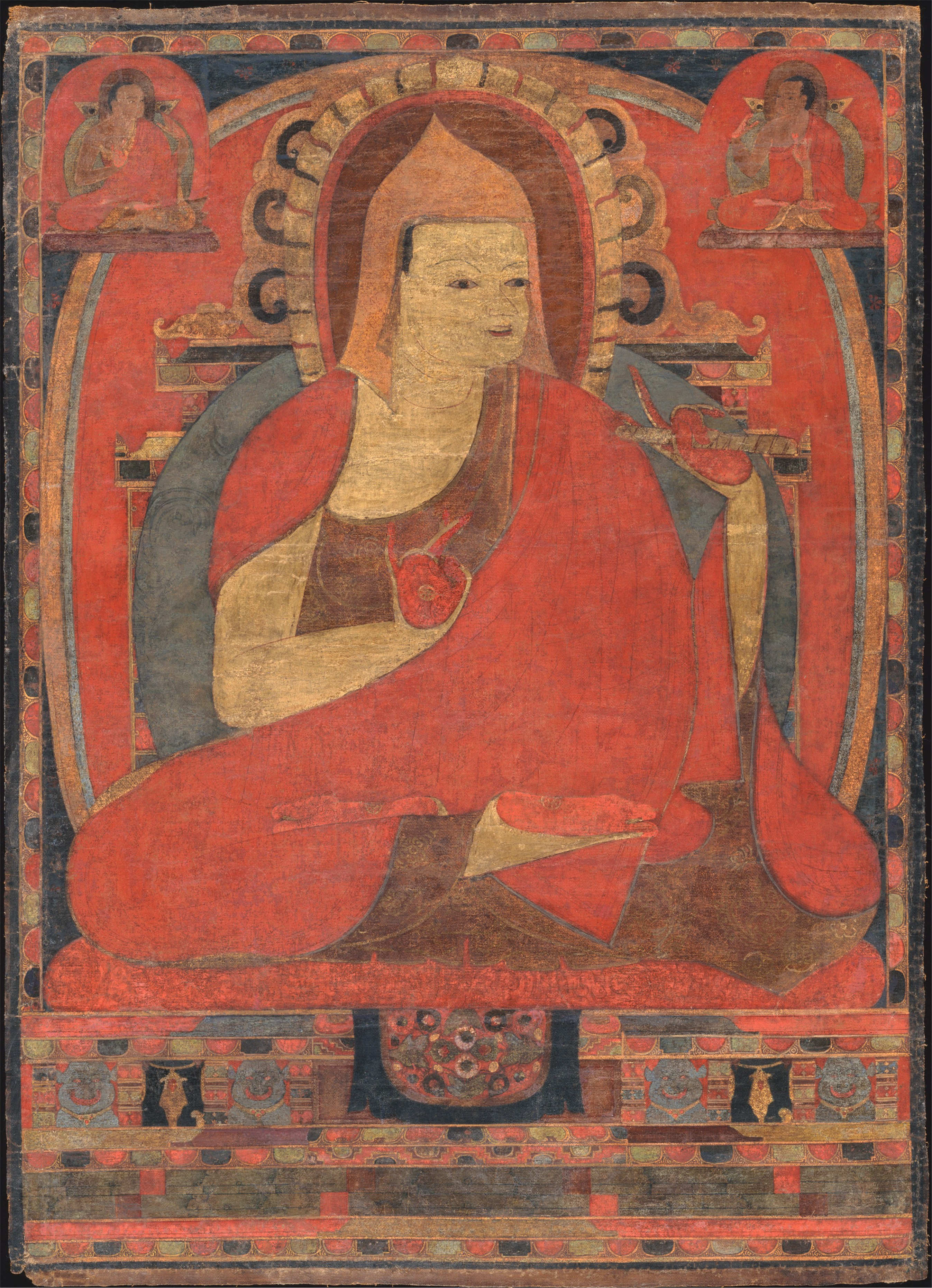
Portret Atiszy indyjskiego założyciela nauk kadam w Tybecie, The Metropolitan Museum of Art, Nowy Jork, The Kronos Collections.

Historia nauk kadam rozpoczyna się w czasie gdy Dżoło Dzie Atiszia (982 – 1054 n.e.) został zaproszony do Tybetu, kiedy nauki buddy narażone były na niezrozumienie, szczególnie jeśli chodziło o interpretację przekazów moralnej dyscypliny Vinaji w zgodzie z praktykami wadżrajany. Szkoła ta zaczęła podkreślać w tym celu studia sutr i innych tekstów mahajany w ramach stopniowej ścieżki etapów do oświecenia Lamrim, gdzie nauki tantryczne praktykowane są dopiero na końcowym etapie. Ich następcy nazywani byli kadampami ponieważ ka oznacza słowo i odnosi się do nauk Buddy, zaś dam nawiązuje do specjalnych nauk Lamrim udzielonych przez Atiszę znanych jako Stopnie na Ścieżce do Oświecenia. Atiszia był indyjskim wielkim znawcą (sanskryt pandita) współczesnego mu buddyzmu m.in. był wielkim zrealizowanym mistrzem wadżrajany, np. tantry Kalaczakry. Atisza zreformował buddyzm w Tybecie, a głównym jego dzierżawcą został Lama Dromtonpa (transliteracja Wyliego: Drom-tön Gyal-we Jungne, 1005–1064 r. n.e.).
Następnie przekaz Lamy Dromtonpy utrzymywał się w trzech liniach zwanych kolejno „linią tradycji przekazów pisanych”, „linią tradycji ustnych przekazów”, „linią tradycji dogłębnych instrukcji”. Linia tradycji dogłębnych instrukcji znana była ze specjalnych instrukcji „umysłu” utrzymywania moralnej dyscypliny, medytacji i mądrości (wglądu w stan siunjata) powiązanych:
- z czterema praktykami „dla ciała” tantr jogi najwyższej związanymi z czterema jidamami Siakjamuni, Awalokiteśvara, Tara oraz strażnik Aczala,
- z trzema praktykami „dla mowy” związanymi ze studiami Tripitaki tj. Vinaji, Sutr i Abhidharmy

Instrukcje do tych w sumie siedmiu praktyk nazywano jako „Siedem Boskich Dharm”, a praktyka czterech jidamów zawierała fazę spełniającą tantr jogi najwyższej obejmującą „sześć specjalnych dharm” (ekwiwalent praktyk Sześciu Jog Naropy). Dzierżawcami owych trzech linii tradycji było „Trzech Szlachetnych Braci”: Gesze Potowa (Puto Rinchen Sal), Gesze Chenngawa (Chengawa Tsultrim Bar) i Gesze Phuchungwa (Phuchungwa Shönu Gyaltsen).
Wszystkie trzy linie zostały zawarte w całościowy system Lamrim (transliteracja Wyliego: Lam Rim – stopnie ścieżki) do oświecenia, który pozwala na całościowe zrozumienie i urzeczywistnienie buddyzmu, pomagając krok po kroku każdemu praktykującemu, stosownie do poziomu jego rozwoju, zdolności i możliwości, więcej czytaj w artykule Lamrim.

## Historia nauk po zaniku kadam jako oddzielnej tradycji
Za sprawą mistrza Gampopy (1079–1153 r. n.e.) nauki te wkomponowano w jedną spójną całość do przekazów szkoły kagju obok nauk tantrycznych.
W XIV wieku szkoła kadam została przeorganizowana przez Tsongkhapę (1357–1419 r. n.e.), i na jej podwalinach powstała szkoła gelug integrując m.in. trzy linie tradycji przekazów Kadam z innymi przekazami sutr i tantr. Nauki Kadampy, szczególnie te związane z rozwojem postawy bodhiczitta oraz stopniami Lamrim praktykowane są również w nieprzerwanej linii w szkole ningma i sakja.

## Tzw. „Nowa Tradycja Kadampa”
„Nowa Tradycja Kadampa” jest nazwą tradycyjnie odnoszącą się do współczesnej tradycji gelug.
Jednakże w XX wieku na Zachodzie powstała kontrowersyjna szkoła, którą nieautorytatywnie nazwano „Nową Tradycją Kadampa”, głównie z powodu praktyki w tej szkole Shudgen (czyt. Szugden), domniemanego strażnika Dharmy. Jednakże organizacja ta nie jest uważana przez inne szkoły jako oficjalny spadkobierca linii kadam.
W przypadku postaci Shudgen, autentyczność tego domniemanego strażnika stoi pod znakiem zapytania, gdyż nie istniał on w czasach istnienia tradycji kadam, i gdyż jest odrzucany przez wszystkie inne szkoły, tzn. przez gelug, sakja, kagyu i ningma.